# 2008 în sport

## Calendar sportiv 2008
Ianuarie

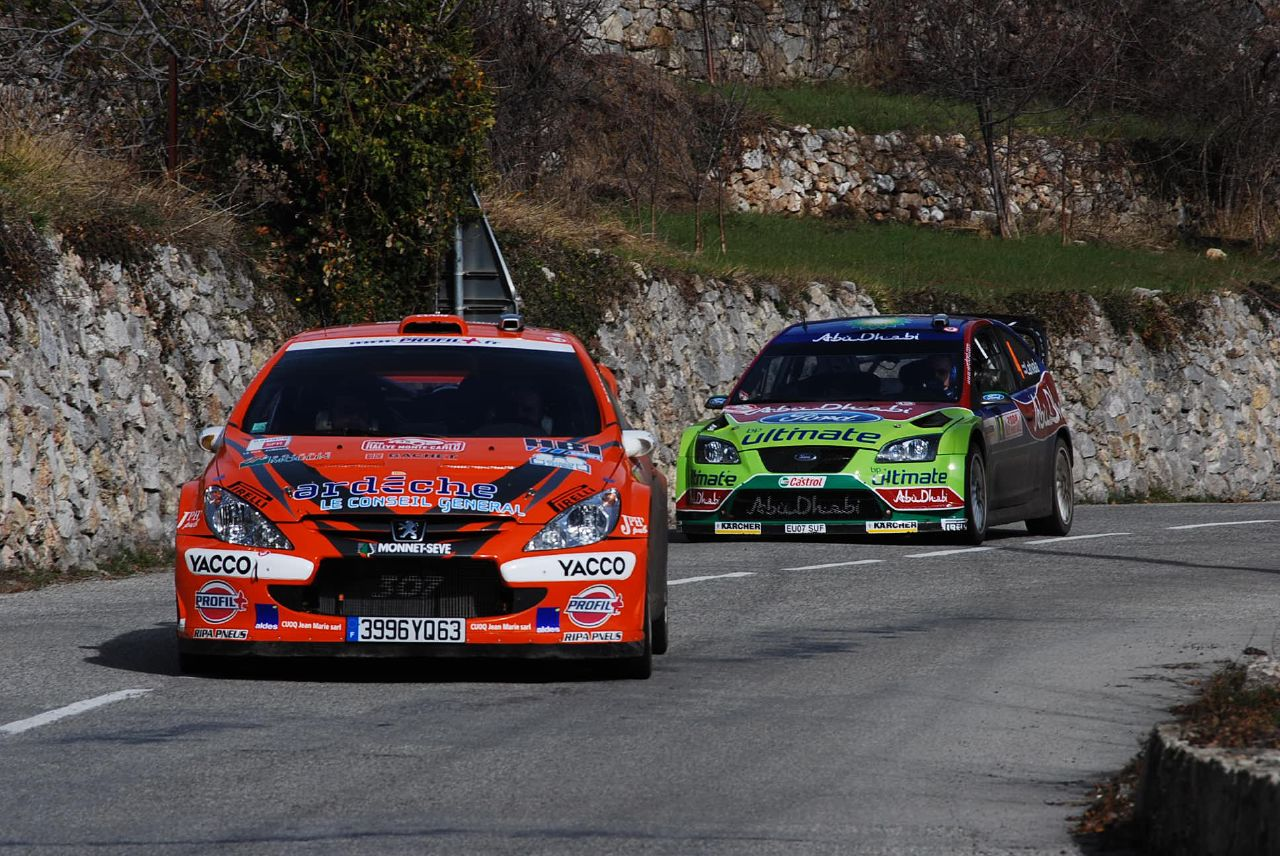
Raliul Monte Carlo, 2008

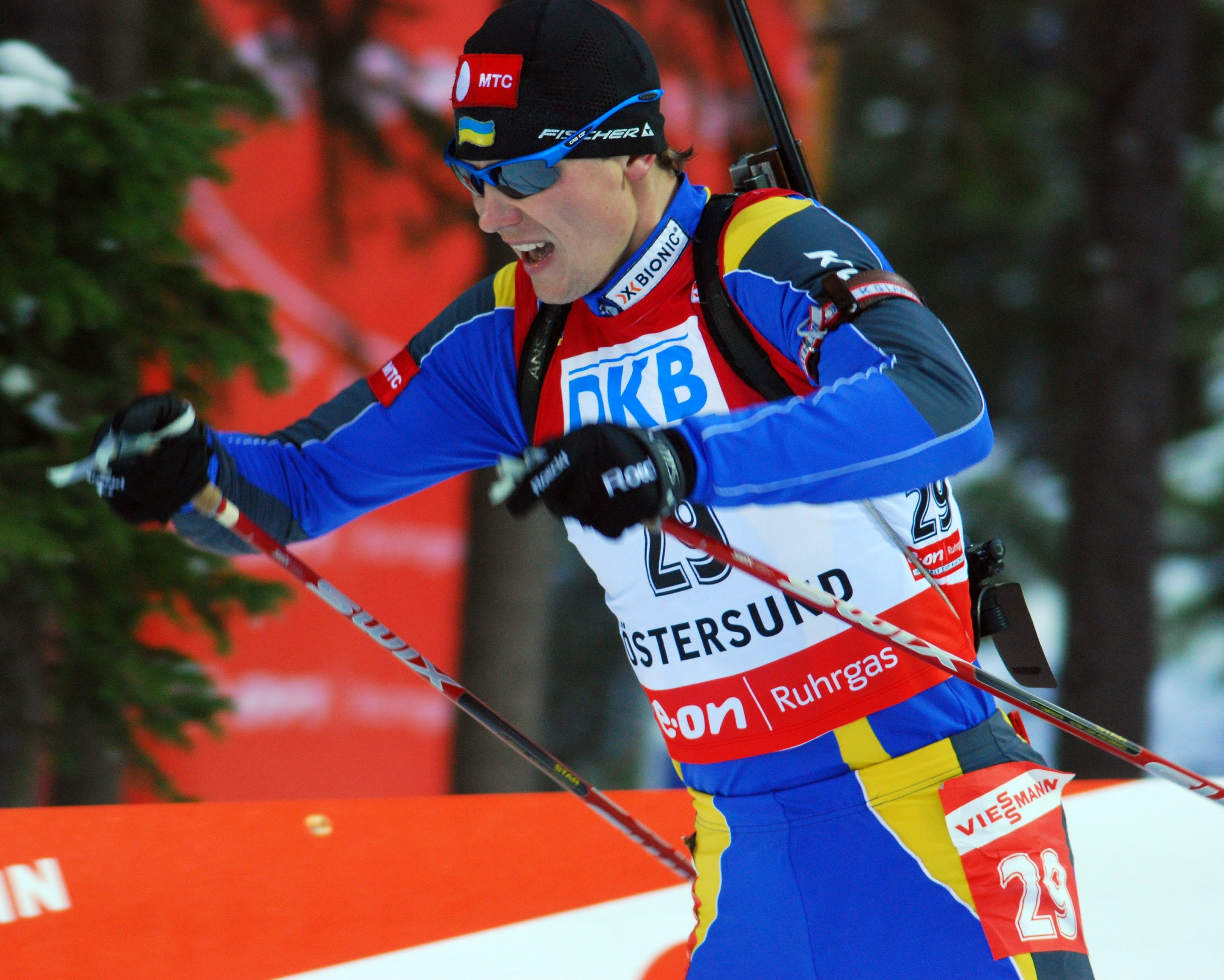
Campionatul Mondial de Biatlon, 2008

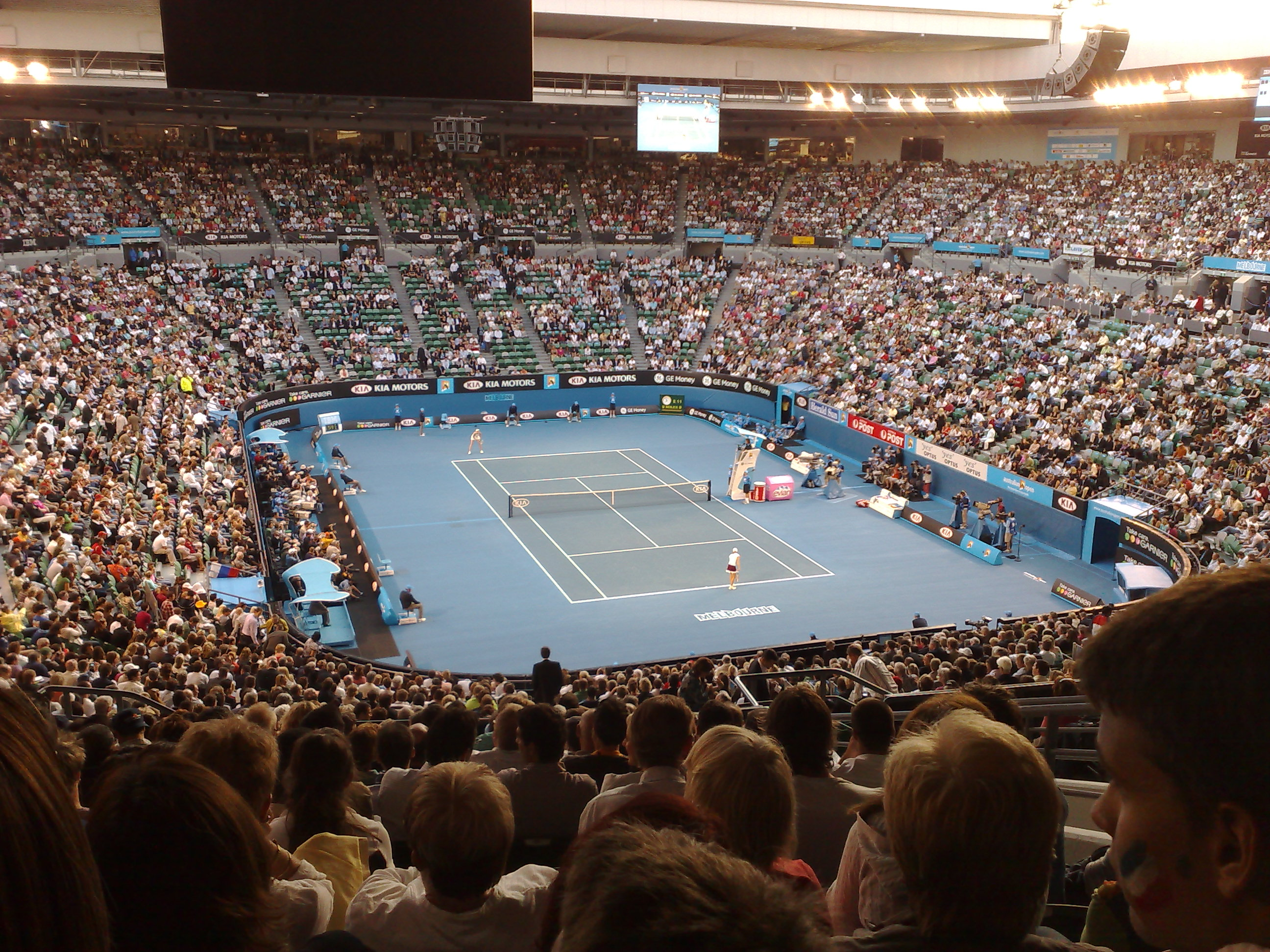
Australian Open, 2008

- 10-13: Campionatul European de Hochei pe Gheață, St. Petersburg, Rusia
- 17-27: Campionatul European Masculin de Handbal din Norvegia
- 21-28: Campionatul European de patinaj artistic de la Zagreb, Croația
- 24-27: Raliul Monte-Carlo

Februarie
- 2-3: Turneul Celor Șase Națiuni (Etapa 1)
- 3: Finala Ligii Naționale de fotbal american - Super Bowl
- 4: Cupa Davis 2008, România – Franța, Sibiu
- 4-10: Cupa Malta la Snooker, Portomaso
- 8-10: Raliul Suediei
- 8-17: Campionatul Mondial de Biatlon, Östersund, Suedia
- 9-10: Turneul Celor Șase Națiuni (Etapa 2)
- 11-17: Openul Galez la snooker, Newport
- 23: Turneul Celor Șase Națiuni (Etapa 3)

Martie
- 7-9: Campionatele Mondiale Indoor de atletism de la Valencia, Spania
- 8-9: Turneul Celor Șase Națiuni (Etapa 4)
- 10-24: Turneul de tenis de la Indian Wells (Masters Series)
- 13-24: Campionatele Europene de Natație, Eindhoven, Olanda
- 15: Turneul Celor Șase Națiuni (Etapa 5)
- 16: Marele Premiu al Australiei la Formula 1, Melbourne
- 16-23: Campionatul Mondial de patinaj artistic de la Goteborg, Suedia
- 24-7: Turneul de tenis de la Miami (Masters Series)
- 24-30 Openul Chinei la snooker, Beijing
- 27-30 Raliul Argentinei

Aprilie
- 3-6: Campionatele Europene de gimnastică artistică feminin de la Clermont-Ferrand, Franța
- 6: Ciclism - Turul Flandrei (Belgia)
- 8-11: Campionatele Europene de gimnastică artstică masculin de la Lausanne, Elveția
- 11-13: Cupa Davis
- 18-20: Campionatul Mondial de Scrimă, Beijing, China
- 19-5: Campionatul Mondial de snooker de la Crucible, Sheffield, Marea Britanie
- 21-28: Turneul de tenis de la Monte-Carlo (ATP Masters Series)
- 27: Marele Premiu al Spaniei la Formula 1, Barcelona

Mai
- 2-4: Campionatul European de Karate, Tallinn, Estonia
- 5-12: Turneul de tenis de la Roma (ATP Masters Series)
- 10-1: Ciclism - Turul Italiei
- 11: Marele Premiu al Turciei la Formula 1, Istanbul
- 14: Finala Cupei UEFA, Manchester, stadionul City of Manchester
- 25: Marele Premiu al Principatului Monaco la Formula 1, Monte Carlo
- 26-2: Turneul de tenis de la Roland Garros, Paris, Franța
- 29-1: Raliul Acropole, Grecia

Iunie
- 7-29: Euro 2008
- 8: Marele Premiu al Canadei la Formula 1, Montreal
- 8-14: Ciclism - Turul României 2008
- 13-24 iulie: Liga Mondială de Volei
- 22: Marele Premiu al Franței la Formula 1,Magny-Cours
- 24-7: Turneul de tenis de la Wimbledon, Londra, Marea Britanie

Iulie
- 5-27: Ciclism - Turul Franței 2008
- 20: Marele Premiu al Germaniei la Formula 1, Hockenheim
- 21-27: Turneul de tenis de la Toronto (ATP Masters Series)
- 28-3: Turneul de tenis de la Cincinnati (ATP Masters Series)

August
- 8-24: Jocurile Olimpice de vară, Beijing, China
- 25: Turneul de tenis US Open, New York, Statele Unite
- 30-21: Ciclism - Turul Spaniei

Septembrie
- 8-14: Turneul de tenis Open Romania, București
- 19-21: Cupa Davis 2008 - semifinale

Octombrie
- 13-19: Turneul de tenis de la Madrid (ATP Masters Series)
- 14-2 noiembrie: Campionatul Mondial de Șah, Bonn, Germania
- 27-3: Turneul de tenis de la Paris-Bercy (ATP Masters Series)

Noiembrie
- 2: Marele Premiu al Braziliei la Formula 1, Sao Paolo
- 10-17: Turneul Campionilor la tenis
- 13-16: Campionatul Mondial de Karate, Tokyo, Japonia
- 19-7 decembrie: Campionatul Mondial de Fotbal Feminin, Chile
- 28-30: Raliul Marii Britanii (Țara Galilor)
- 29-1: Cupa Davis 2008 - finala

Decembrie
- 2-14: Campionatul European de Handbal Feminin, Macedonia

## Rezultate ale sportivilor români
Box
- 1 martie: Lucian Bute și-a păstrat titlul mondial la categoria supermijlocie, versiunea IBF, învingându-l pe americanul William Joppy.

Natație
- 20 martie: Dragoș Coman a obținut locul 3 la 800 de metri liber, în cadrul Campionatelor Europene de la Eindhoven, Olanda.
- 21 martie: Camelia Potec a obținut locul 3 la 800 de metri liber, în cadrul Campionatelor Europene de la Eindhoven, Olanda.

## Decese
- 11 ianuarie: Sir Edmund Hillary, alpinist neozeelandez, primul om care a ajuns pe vârful Everest (n. 1919)
- 17 ianuarie: Bobby Fischer, campion mondial la șah (n. 1943)